# Confessions of a Nazi Spy
Confessions of a Nazi Spy (bra Confissões de um Espião Nazista) é um filme estadunidense de 1939 do gênero "espionagem", dirigido por Anatole Litvak, com roteiro de Milton Krims e John Wexley baseado em artigos de Leon G. Turrou publicados no New York Post.
A exibição desse filme foi proibida no Brasil até 1942.

## Sinopse
Antes de os Estados Unidos entrarem na Segunda Guerra Mundial, espiões nazistas liderados pelo influente Dr. Kassel tentam coletar informações militares através de pessoas simpáticas à causa nazista. Entre esses homens está Kurt Schneider, desempregado que busca alternativas contatando Franz Schlager, enviado de Berlim que chega em busca de informações. Seguindo seus passos está o meticuloso agente do FBI Edward Renard, responsável por desmantelar e prender todo o grupo.

## Elenco
- Edward G. Robinson ... Edward Renard
- Francis Lederer ... Schneider
- George Sanders ... Schlager
- Paul Lukas ... doutor Kassell
- Henry O'Neill ... advogado Kellogg
- Dorothy Tree ... Hilda Kleinhauer
- Lya Lys ... Erika Wolf
- Grace Stafford ... senhora Schneider
- James Stephenson ... agente britânico
- Hedwiga Reicher ... senhora Kassell
- Joe Sawyer ... Werner Renz
- Sig Ruman ... Krogman
- Lionel Royce ... Hintze
- Henry Victor ... Wildebrandt
- Hans Heinrich von Twardowski ... Helldorf